# Aeromys thomasi
Lo scoiattolo volante di Thomas (Aeromys thomasi Hose, 1900) è uno scoiattolo volante originario del Sud-est asiatico. Deve il nome al celebre zoologo Oldfield Thomas.

## Descrizione
Lo scoiattolo volante di Thomas misura 83 cm di lunghezza e pesa circa 1500 g. Le regioni superiori sono di un bel colore marrone-rossastro acceso, mentre quelle inferiori sono più chiare. La coda, lunga, sottile e cilindrica, è generalmente dello stesso colore del dorso. Le guance sono prive di vibrisse, le orecchie hanno medie dimensioni e il patagio, oltre a essere collegato ai piedi, continua fino a raggiungere gli avambracci, il collo, le zampe posteriori e la coda.

## Distribuzione e habitat
Lo scoiattolo volante di Thomas vive solamente nel Borneo, a eccezione delle regioni sud-orientali dell'isola.

## Biologia
Lo scoiattolo volante di Thomas vive nelle foreste di pianura e in quelle di collina. È una specie notturna che si nutre soprattutto di frutta.

## Conservazione
Le notizie inerenti a questa specie sono così poche che la IUCN la inserisce tra quelle a status indeterminato.